# Эдгар (король Шотландии)
Эдгар Храбрый (гэльск. Etgair mac Maíl Choluim, англ. Edgar Probus, ок. 1074 — 8 января 1107) — король Альбы (Шотландии) (1097 — 1107), сын короля Малькольма III.

## Биография
В ноябре 1093 года, после одновременной гибели Малькольма III и его старшего сына от брака с Маргаритой Английской Эдуарда шотландский престол захватил его брат Дональд III. Эдгар и его братья Эдмунд, Александр и Давид вынуждены были бежать в Англию, где в это время находился их сводный брат Дункан.
В 1097 году Эдгар при поддержке Вильгельма II Рыжего свергнул Дональда III и стал королём Шотландии.
В 1098 году к берегам Шотландии подошёл мощный флот Магнусa III Босоногого, захватившего Оркнейские и Гебридские острова, Мэн, Англси и Кинтайр. Два короля подписали договор о разделе территорий. Хотя в 1103 году Магнус был убит, норвежцы владели этими территориями на протяжении ещё ста пятидесяти лет.
Во время своего правления Эдгар покровительствовал церкви, даровал земли Сент-Эндрюсу и основанному его родителями аббатству Данфермлин и сам основал бенедиктинский монастырь в Колдингеме в шотландской Англии. Он приносил пожертвования в Дарем, к которому, по-видимому, всегда питали особенное пристрастие Малькольм III и его сыновья.
8 января 1107 года Эдгар умер бездетным, фактически разделив королевство между младшими братьями. Собственно Шотландию получил Александр, а южные уделы (Стратклайд, Камберленд и Южный Лотиан) получил Давид.